# Československý svaz těžké atletiky
Československý svaz těžké atletiky vznikl v roce 1920 sloučením Českého atletického svazu a Ústředního svazu těžké atletiky a stal se tak jediným zastřešujícím orgánem těžké atletiky v Československu.

## Vznik svazu
Po vzniku Československa vznikla i ve sportu potřeba sjednotit organizační struktury, což se dotklo i těžké atletiky a tak byl 11. ledna 1920 ustaven Československý svaz těžké atletiky. Sdružoval Zápas řecko-římský, Vzpírání a přetahování lanem a byl tak jediným subjektem, který byl oprávněn zastupovat uvedené sporty v mezinárodních organizacích. To bylo stvrzeno v roce 1921, kdy vznikla v Lausanne nová mezinárodní zápasnická federace IAWF. V roce 1929 byl do československého svazu přijat i Zápas ve volném stylu. Prvním předsedou se stal Rudolf Schindler, který se později stává i čestným předsedou svazu. V dalších letech ho vystřídali Antonín Bína, Václav Zvěřina a Josef Matějček.

## Struktura svazu
Svaz v roce 1921 sdružoval 50 oddílů. V roce 1922 oficiálně přistupuje i Slovenský těžkoatletický svaz a tak v roce 1924 již bylo evidováno 124 klubů. V roce 1930 svaz sdružuje 80 oddílů a 1460 členů. Dělí se na župy Pražskou, Západočeskou, Severočeskou, Moravsko-slezskou, Slovenskou a v roce 1928 uzavřel smlouvu o spolupráci i s Deutscher Hauptverband für der Schwerathletik in der ČSR, který sdružoval oddíly ze Sudet. 

## Významné aktivity
Kromě celorepublikových soutěží jednotlivců pořádal svaz od roku 1930 i Mistrovství republiky družstev. Zápasila sedmičlenná družstva a v roce 1930 evidujeme 27 mužstev ve třech skupinách. Nejvýznamnější akcí svazu mezinárodního významu bylo Mistrovství Evropy v zápase v roce 1931. Konalo se v pražské Lucerně a záštitu převzal Ministr zdravotnictví a tělesné výchovy Dr. Spina, předsedou slavnostního výboru byl primátor Dr. Baxa a členem mimo jiných i Jiří Stanislav Guth-Jarkovský. Mistrovství se zúčastnilo 74 zápasníků ze 16 států. Mistrovství skončilo finanční ztrátou, jinak ovšem bylo ze strany mezinárodní federaci i závodníků hodnoceno velmi kladně.
V roce 1932 dosáhla těžká atletika mimořádného úspěchu na Olympijských hrách v Los Angeles, kde vzpěrač Jaroslav Skobla získal zlato, jeho kolega Václav Pšenička stříbro a rovněž stříbro zápasník Josef Urban. Zároveň byl mezinárodní sekretář svazu František Menšík zvolen místopředsedou mezinárodní zápasnické i vzpěračské federace.
V roce 1934 umírá zakladatel svazu Rudolf Schindler. 
Svazu se podařilo udržet vysokou sportovní úroveň i pro OH 1936 v Berlíně, kde Herda a Klapuch získali stříbrné medaile.
Za druhé světové války se dařilo udržet činnost svazu jen s největším vypětím. Vrcholnou soutěží bylo Mistrovství Čech a Moravy jehož se v roce 1943 zúčastnilo 127 závodníků.
Po převratu v roce 1948 svaz oficiálně zanikl (stalo se tak v roce 1950) a byl začleněn do struktur Sokola a ČSTV. Po roce 1989 vzniká jako nástupnická organizace Svaz zápasu České republiky.